# Singapore Challenger 2001
Il Singapore Challenger 2001 è stato un torneo di tennis facente parte della categoria ATP Challenger Series nell'ambito dell'ATP Challenger Series 2001. Il torneo si è giocato a Singapore in Singapore dal 26 febbraio al 4 marzo 2001 su campi in cemento.

## Vincitori

### Singolare
Ota Fukárek ha battuto in finale  Federico Luzzi con il punteggio di 7–6(5), 6–3

### Doppio
Tim Crichton /  Ashley Fisher hanno battuto in finale  Brandon Hawk /  Kyle Spencer con il punteggio di 3–6, 6–3, 6–4